# Atletica leggera ai Giochi della XXI Olimpiade - 400 metri piani maschili

Video della Finale

Video della Finale (Film ufficiale dei Giochi)

I 400 metri piani hanno fatto parte del programma maschile di atletica leggera ai Giochi della XXI Olimpiade. La competizione si è svolta nei giorni 26-29 luglio 1976 allo Stadio Olimpico (Montréal).

## Presenze ed assenze dei campioni in carica
| Competizione      | Atleta           | Prestazione | Montréal 1976 |
| ----------------- | ---------------- | ----------- | ------------- |
| Monaco 1972       | Vincent Matthews | 44”66       | Rit. 1972     |
| Commonwealth 1974 | Charles Asati    | 46”04       | Kenya assente |
| Europei 1974      | Karl Honz        | 45”04       | Presente      |
| Asiatici 1974     | W. Wimaladasa    | 46”21       | Assente       |
| Panamericani 1975 | Ronnie Ray       | 44”45A      | Assente       |

1. ↑  Per il boicottaggio.

Il vincitore dei Trials USA è Maxie Parks (45”58).

## La gara
I 400 metri si disputano dopo gli 800, che hanno visto il trionfo di Alberto Juantorena. Siccome il cubano è conosciuto soprattutto come quattrocentista, è ovvio che sia il chiaro favorito per l'oro.

Juantorena vince la prima semifinale in 45"10. Fred Newhouse prevale nella seconda in 44"89. La sfida è lanciata. Esce invece il campione europeo sulla distanza, Karl Honz, che arriva ultimo.

In finale Fred Newhouse, che si sente in gran forma, tenta il tutto per tutto: parte come una scheggia, passa i 200 metri in 21"5 e continua su un ritmo forsennato. A 20 metri dal traguardo Juantorena lo affianca con falcate lunghe quasi 3 metri e lo lascia di stucco. Vince di autorità con 44"26.

Stupisce la prestazione cronometrica del cubano, che aveva un personale di 44"70: nessuno a livello del mare ha mai fatto meglio, se si eccettua il 44"1 di Wayne Collett nel 1972 con cronometraggio manuale.
Alberto Juantorena è il primo atleta a realizzare la doppietta 400-800 ai Giochi Olimpici (se si eccettuano i due ori di Paul Pilgrim (USA) ai Giochi intermedi del 1906).

## Risultati

### Turni eliminatori
| 6 Batterie         | 26 luglio | 46 partenti   | Si qualificano i primi 5 + i 2 migliori tempi. |
| 4 Quarti di finale | 26 luglio | 8 + 8 + 8 + 8 | Si qualificano i primi 4.                      |
| 2 Semifinali       | 28 luglio | 8 + 8         | Si qualificano i primi 4.                      |
| Finale             | 29 luglio | 8 concorrenti |                                                |

### Finale
| Posizione | Atleta             | Nazionalità | Tempo |
| --------- | ------------------ | ----------- | ----- |
|           | Alberto Juantorena | Cuba        | 44"26 |
|           | Fred Newhouse      | Stati Uniti | 44"40 |
|           | Herman Frazier     | Stati Uniti | 44"95 |
| 4         | Fons Brijdenbach   | Belgio      | 45"04 |
| 5         | Maxie Parks        | Stati Uniti | 45"24 |
| 6         | Rick Mitchell      | Australia   | 45"40 |
| 7         | David Jenkins      | Regno Unito | 45"57 |
| 8         | Jan Werner         | Polonia     | 45"63 |